# Quarto Concílio de Constantinopla (Ortodoxo)
O Quarto Concílio de Constantinopla, de 879 - 880, é tido como o Oitavo Concílio Ecumênico pela Igreja Ortodoxa. Fócio tinha sido apontado como Patriarca de Constantinopla, mas foi deposto por um Concílio em Constantinopla convocado em 869 pelo imperador bizantino Basílio I, o Macedônio, e pelo Papa Adriano II. Convocado para 879, este concílio grego, realizado após Fócio ter sido reinstalado no cargo por ordem do imperador, anulou o anterior. Atualmente, a Igreja Católica reconhece o concílio de 869-870 como "Constantinopla IV", enquanto que a Igreja Ortodoxa reconhece o concílio de 879-880 como tal e reverencia Fócio como um santo. Na época em que estes concílios estavam sendo realizados, esta divisão não era totalmente clara.
Estes dois concílios representam uma ruptura entre o ocidente e o oriente. Os primeiros sete concílios ecumênicos são reconhecidos como ecumênicos e autoritativos tanto pela tradição grega oriental quanto pela tradição latina ocidental. Esta divisão culminou eventualmente no Grande Cisma do Oriente em 1054

## Fócio
Em 858, Fócio, um erudito que ensinava filosofia na Universidade de Constantinopla, foi apontado Patriarca da cidade, tornando o equivalente ao Patriarca de Roma per Cânon 28 do Concílio de Calcedônia. O imperador Miguel III, o Ébrio tinha deposto o patriarca anterior, Inácio de Constantinopla que, ao se recusar a abdicar, criou uma disputa de poder entre o imperador e o Papa. Em 867, outro concílio em Constantinopla depôs o Papa, o declarou anátema e o excomungou, além de condenar as alegações de Roma sobre a primazia papal e a cláusula Filioque.

## O Concílio de 879 - 880
Após a morte de Inácio, em 877, Fócio subiu à sé de Constantinopla pela segunda vez. Um concílio, formado por representantes de todos os cinco patriarcados, incluindo o de Roma (no total, 383 bispos), foi convocado em 879 e reinstalou Fócio como Patriarca Ecumênico.
O concílio também condenou qualquer alteração que fosse ao credo de Niceia original, condenando assim a adição da cláusula Filioque ao credo como sendo herética - um ponto de vista fortemente defendido por Fócio em sua polêmica contra Roma. Posteriormente, os católicos romanos separaram os dois assuntos e insistiram na ortodoxia doutrinária teológica da cláusula. De acordo com Schaff, "Aos atos declaratórios gregos foi posteriormente adicionada uma [pretensa] carta do Papa João VIII à Fócio, declarando a Filioque uma adição que é rejeitada pela igreja de Roma e uma blasfêmia que precisa ser abolida calmamente, em passos.".
Se o concílio foi confirmado pelo Papa João VIII é também algo em disputa: o concílio foi realizado na presença de legados papais, que aprovaram os procedimentos. O historiador católico Francis Dvornik argumenta que o Papa aceitou os atos do concílio e anulou os do Concílio de 869 - 870. Outros historiadores católicos, como Warren Carroll, contestam este ponto de vista, argumentando que o Papa na verdade rejeitou este concílio. Philipp Schaff é da opinião que o Papa, enganado por seus legados sobre os reais procedimentos, primeiro aplaudiu o imperador, mas depois denunciou o concílio.
De toda forma, o Papa de facto aceitou a reinstalação de Fócio como Patriarca. Porém, depois, por conta de novos conflitos entre ocidente e o oriente no século XI, o concílio foi repudiado no ocidente.
Este concílio permanece sendo aceito por muitos cristãos ortodoxos como sendo o "Oitavo Concílio Ecumênico" e é assim chamado na Encíclica dos Patriarcas do Oriente.